# پرینستون، کالیفرنیا
پرینستون (به انگلیسی: Princeton) یک منطقهٔ مسکونی در ایالات متحده آمریکا است که در شهرستان کولوزا، کالیفرنیا واقع شده‌است. پرینستون ۴٫۷۵۶ کیلومتر مربع مساحت و ۳۰۳ نفر جمعیت دارد و ۲۵ متر بالاتر از سطح دریا واقع شده‌است.